# Tour Meles Zenawi
De Tour Meles Zenawi is een meerdaagse wielerwedstrijd die sinds 2016 jaarlijks wordt verreden in Ethiopië en deel uitmaakt van de UCI Africa Tour, met de categorie 2.2. De wedstrijd wordt georganiseerd ter ere van de voormalig president Meles Zenawi.

## Lijst van winnaars

### Overwinningen per land
| Overwinningen | Land                  |
| ------------- | --------------------- |
| 1             | Ethiopië, Zuid-Afrika |